# Xã Herrick, Quận Susquehanna, Pennsylvania
Xã Herrick (tiếng Anh: Herrick Township) là một xã thuộc quận Susquehanna, tiểu bang Pennsylvania, Hoa Kỳ. Năm 2010, dân số của xã này là 713 người.